# Cruiser (kampvogn)
Cruiser-kampvogne, også kaldet cavalry tank, var et britisk kampvognskoncept fra 1930'erne. Dette koncept gav anledning til en række modeller, der blev anvendt i 2. Verdenskrig. 

## Baggrund
Ligesom flådens krydsere var det meningen med 'krydser'-kampvogne, at de skulle være hurtige, lette at køre og kunne fungere uafhængigt af det langsomme infanteri og de tungere infanteri-kampvogne. 
Når først der var slået hul i fjendens front med infanterikampvognene, skulle krydserkampvognene bryde igennem til fjendens bagland og angribe forsynings- og kommunikationslinjer i overensstemmelse med de teorier, som var opstillet af Hobart og Liddell-Hart. Krydserkampvognen skulle bruges ligesom kavaleriet i sin tid blev brugt og således var hastighed en kritisk faktor. For at opnå den, var tidlige krydserkampvogne udstyret med et let panser og lette våben. Dette fokus på hastighed betød, at de britiske modeller ikke ofrede tilstrækkelig opmærksomhed på pansring. Dengang var man ikke klar over, at let pansrede køretøjer ikke kunne overleve på den moderne slagmark. Et endnu større problem for de fleste krydserkampvogne var deres små kanoner. De fleste var udstyret med QF 2 pounder-kanoner med en kaliber på 40 mm. Disse kanoner havde en god gennemtrængningsevne overfor datidens panser, men der blev aldrig udleveret højeksplosive granater. Det gjorde krydserkampvognene sårbare overfor trukne panserværnskanoner; men da kamp mod fjendtlige kampvogne var en af de roller krydserkampvognene var designet til, var de blandt de første som blev opgraderet til de tungere QF 6 pounder-kanoner på 57 mm, da de kom frem, og der blev gjort en stor indsats for at udvikle krydserkampvogne med QF 17 pounder-kanoner (ganske vist uden held). Ironisk nok, i betragtning af det kraftige fokus på mobilitet, var de fleste krydserkampvogne plaget af mekaniske problemer. Dette problem skyldtes fortrinsvis en utilstrækkelig udviklingsindsats, da de tidlige krydserkampvogne blev bestilt, mens de endnu kun forelå som tegninger, og problemerne blev ikke løst tilfredsstillende før Cromwell-kampvognen kom frem i 1944 med dens kraftige, driftssikre Rolls-Royce Meteor-motor.

## Historie
I 1936 beskrev det britiske krigsministerium to forskellige slags kampvogne, der fremover skulle udvikles: tungt pansrede infanterikampvogne, der skulle anvendes i et nært samarbejde med infanteriet under angreb, og hurtige mobile krydserkampvogne der skulle trænge dybt ind i fjendens område. 
I 1934 havde Sir John Carden fra Vickers-Armstrong udviklet en ny mellemtung kampvognstype, kaldet A9, som senere fik betegnelsen Cruiser Tank Mark I. Den byggede på de bedste egenskaber fra den tidligere Mk III lette kampvogn og var udstyret med en almindelig benzindrevet lastbilmotor. En prototype blev afprøvet i 1936 og den blev sat i produktion året efter. Der blev fremstillet 125 eksemplarer i 1937 og 1938. Dens indsats i kamp under slaget om Frankrig i 1940 afslørede en række mangler, herunder den utilstrækkelig pansring og manglen på plads, men den blev alligevel brugt med held i Ørkenkrigen i 1941. 
Opfølgeren til A9-modellen, A10, var også designet af Carden. Med betegnelsen tung krydserkampvogn blev den sat i produktion i juli 1938. Den lignede Cruiser Mk I, men havde tungere panser og var en af de første britiske kampvogne med afstand mellem panserpladerne og var den første der blev udstyret med Besa maskingeværet. Der var bygget i alt 175 Mk II i september 1940, og de kom i indsats i Frankrig, Nordafrika og Grækenland. 
Bestillingerne på Mk I og Mk II var begrænsede, da den britiske hær havde besluttet at fremstille en mere avanceret og hurtigere krydserkampvogn, som gjorde brug af Christie affjedringen, der var opfundet af den amerikanske opfinder J. Walter Christie, og havde et bedre panser. I 1936 blev General Martel, der var en pioner indenfor udformning af kampvogne, havde udgivet bøger om panserkrig og havde bidraget til indførelsen af den let pansrede "tankette" for at forbedre infanteriets mobilitet, assisterende leder for mekanisering i krigsministeriet. Tidligere det år havde Martel set demonstrationer af sovjetiske kampvognsmodeller, herunder BT kampvognen, som var blevet påvirket af Christies arbejde. Han gik stærkt ind for at man skal bygge en kampvogn, der brugte dette affjedringssystem og også følge Christies praksis med at bruge lette flymotorer, såsom Liberty-motoren. Regeringen gav tilladelse til køb og licensering af en Christie-model via Morris Motors koncernen.
Det køretøj man købte fra Christie blev grundlaget for Cruiser Mk III (A13). Efter at have afprøvet to prototyper blev A13 sat i produktion, og der blev fremstillet 65 i alt. Mk III vejede 14,2 ton, havde en besætning på 4, en 340 hk motor, hvilket gav den en topfart på 48 km/t. Den var udstyret med en 2 pundskanon og et maskingevær. Da den blev taget i brug i 1937 havde hæren stadig ikke fået en egentlig kampvognsdivision. 
Cruiser Mk IV (A13 Mk II) var en kraftigere pansret version af Mk III. 

## 2. Verdenskrig
I begyndelsen af 2. Verdenskrig var Crusader nok den mest velkendte krydserkampvogn, og den blev anvendt i stort tal i Ørkenkrigen. Af andre krydserkampvogne i 2. Verdenskrig kan nævnes Covenanter, Centaur, Cromwell og Comet. Centaur og Cromwell kom i kamp ved invasionen i Normandiet og derefter, mens Comet blev indsat i starten af 1945. På dette tidspunkt i krigen gjorde pansringen og ildkraften dem umulige at skelne fra middeltunge kampvogne.  
I løbet af krigen betød teknologiske forbedringer at tunge kampvogne nærmede sig krydserkampvognene i hastighed, og krydserkampvognskonceptet blev forældet. Den sidste krydserkampvogn var Centurion. Centurionkampvognen var udformet så den tilfredsstillede "Tung krydser"-kriterierne ved at kombinere en krydserkampvogns mobilitet med en infanterikampvogns pansring på samme chassis. Denne ide – og Centurion med den – udviklede sig derefter til "universal-kampvogns"-begrebet, dvs. en enkelt model, som kunne klare det hele. I den sidste ende blev Centurion Storbritanniens første moderne kampvogn. 
Krydserkampvognskonceptet blev også anvendt af Sovjetunionen i 1930'erne, som det sås med BT-kampvognsserien ((russisk): Bystrokhodnyj Tank), "hurtig kampvogn").  